# SFX
SFX（エス・エフ・エックス）は、特殊撮影（特撮）を意味する英語の略語で、フィルム、ビデオ映像に対して美術、光学処理などにより特殊な視覚効果を施し、通常ではあり得ない映像を作り出す技術をいう。特殊効果とも呼ばれる。英語ではSFX、SPFX、あるいは単にFXと略称される。
日本では、古くは活動写真の時代から「トリック撮影」と呼ばれ、「特殊効果」や「特撮」と呼ばれていたが、映画評論家・中子真治著『SFX映画の世界 CINEMATIC ILLUSION』（1983年）のタイトルに用いられて以降、一般に広く使われるようになった。
1980年代以降はコンピュータグラフィックスなど、映像を後から加工する技術が生まれ、それらはSFXに対して視覚効果（VFX）と呼ばれている。映画業界ではSFXとVFXは別々のものとしてはっきりと区別する傾向が強いが、映画製作には併用される（例えば撮影時にSFXで人物をケーブルで釣り上げ、撮影後のVFXでケーブルを消去する。）。そのため、両者の違いは一般には浸透しておらず混同されている。

## SFXの歴史
映画が発明された1895年、イギリスの映画監督アルフレッド・クラークが初のSFXと考えられるものを創り出している。それはスコットランドの女王・メアリー・スチュアートが首を刎ねられる事件の再現の撮影で、死刑執行者がメアリーの首を刎ねようと斧を振り上げたところでカメラを一度止め、メアリー役の女優を退かせて代わりにダミーを置き、再びカメラを回し、ダミーの首を刎ねさせた。これが、映画で実際に起きていないことをいかにも起きたように観客に信じさせた最初の効果であった。クラークはトリックによってそれが実際に起きていることだと観客に信じ込ませ、映画は実際にはありえないことも表現できる可能性を示した。
映写技師出身でRKOに在籍していたエンジニア、リンウッド・ダン (1904年-1998年) は、当時海外配給用に異なる大きさの画像を焼き付けるため使われていたオプティカル・プリンターを光学合成用に改良し、撮影不可能な場面を合成処理で作り出すだけでなく、複数のフィルムを扱うことで多彩な映像効果も操作出来るようになった。
1935年、RKOはテクニカラーを使用した初の商業映画「虚栄の市」を製作。カラー映画を製作できることは、映画の見た目のリアリティーを強くした。 第二次世界大戦中、白黒映画は新しく人気の出てきた戦争映画ではもっとも一般的だったが、新しい現象が映画製作者に及んでいた。ミニチュアの使用である。
映画製作者は、船を飛び立つ飛行機や大海を進んでいく空母の隊列といった複雑な場面を作り出すべく、大量の水に模型ボートを浮かべ、模型飛行機を配してその場面を撮影した。波を起こす特別な機械を使うことで、本物のようなボートや飛行機の場面を作り出すことができたのである。『Ships with Wings』(1942年) などの映画は「模型の船や飛行機、ミニチュアの火薬技術に依存して、それらが登場する戦争の描写を行っていた」(Rickitt, 23)。これにより、観客には「何が本物で何が本物でないのか、どうすれば分かるのか」という疑問が投げかけられることになった。
1968年にはスタンリー・キューブリック監督の『2001年宇宙の旅』が製作された。キューブリック監督が目指した、極限まで画質が高く革新的な映像には既成の光学合成だけでは対応できず、合成段階の画質劣化を避けて殆どの場面で大面積のフィルムを使用した重ね撮りが行われ、猿人たちがモノリスと遭遇する場面の撮影に新しいスクリーン・プロセスの方法としてフロント・プロジェクションに改良が加えられ、また星の門（スター・ゲート）が開く場面にはスリット・スキャンが考案された。スリット・スキャンはスリットカメラのシャッターを開けた状態で被写体を動かし残像を撮影する手法を発展させたものである。
そして1977年、新しい超大作映画がマーケットに現れた。ジョージ・ルーカス監督の『スター・ウォーズ』である。『スター・ウォーズ』には斬新な特殊効果が満載されていた。ルーカスのILMはストップモーション・アニメーション（コマ撮りアニメ）の技術を頂点まで極めさせた。ストップモーション自体は既に50年も使われていた技術だったが、コンピューターでカメラと被写体の一部をモーションコントロール化することで、非常に滑らかな動きを作り出した。これはもはやストップモーションではなくゴー・モーションと呼ばれた。しかし、そのたった数年後にはCGという全く新しい映像技術が誕生し、ストップモーションに取って代わった。ストップモーションはリアルなSFXには使われなくなったが、CGには全くない味があると好む人々も多く、映像表現として完全に廃れることはないと考えられている。

## SFX技術
SFX技術は「美術・舞台装置によるもの」と「撮影技術・光学処理によるもの」に大別できる。かつては光学的な処理でしか実現できなかったブルーバック合成やマットペイント合成は、発想こそ同じものの、現在はデジタル処理で行なわれる。

### 美術、舞台装置によるもの
- 特殊メイク
- アニマトロニクス
- 着ぐるみ
- スーツアクター
- 操演
- ワイヤーアクション
- 火薬
- 爆薬
- 電飾
- ミニチュア
- 実物大モデル
- 部分モデル
- ギミック

### 撮影技術、光学処理によるもの
- バレットタイム
- ブルーバック撮影
- スクリーン・プロセス(リアプロジェクション・フロントプロジェクション)
- 光学合成
- マットペイント
- ロトスコープ
- ストップモーション・アニメーション
- 高速度撮影
- 低速度撮影
- 逆回し

## SFXを手掛ける主な会社（日本）
- アクロス
- エフェクトジャパン
- 大平特殊効果
- ギミック
- 酸京クラウド
- スパーク
- 東京特殊効果
- 特効
- 特撮研究所
- パイロテック
- ビッグショット
- ヒルマモデルクラフト
- ブレイズ
- ブレンドマスター
- 右ストレート
- メイクアップディメンションズ
- レインボー造形企画

## SFXを手掛ける主な会社（日本以外）
- レガシー・エフェクツ（アメリカ）
- インダストリアル・ライト&マジック（アメリカ）
- デジタル・ドメイン（アメリカ）
- カーナー・オプチカル（アメリカ）
- マネックス・ビジュアル・エフェクツ（英語版）（アメリカ）
- ウェタ・ワークショップ（英語版）（ニュージーランド）
- WETAデジタル（ニュージーランド）
- スキャンラインVFX（ドイツ）